# Reinhard Kloschinski
Reinhard Kloschinski (* 2. April 1955 in Frankfurt (Oder)) ist ein ehemaliger deutscher Fußballspieler in der Abwehr. Er spielte für die FC Vorwärts Frankfurt (Oder) in der DDR-Oberliga.

## Karriere
Kloschinski spielte in seiner Jugend bei der BSG Turbine Finkenheerd und der BSG Stahl Eisenhüttenstadt, bevor er 1971 zum FC Vorwärts Frankfurt (Oder) wechselte. Er debütierte in der Oberliga-Saison 1972/73 am 19. Mai 1973, als er am 21. Spieltag beim 3:6-Sieg gegen Hallescher FC Chemie in der 87. Spielminute für Wolfgang Andreßen eingewechselt wurde. Dies blieb das einzige Oberligaspiel seiner Karriere. 1976 verpflichtete die BSG Energie Cottbus Kloschinski. In seiner ersten DDR-Liga-Saison 1976/77 kam er auf zehn Einsätze. Auch in den folgenden Spielzeiten blieb Kloschinski Ersatzspieler und wurde nur sporadisch eingesetzt. 1980 wechselte er zur BSG Lokomotive Cottbus, wo er bis zu seinem Karriereende 1997 blieb.